# Ма Рейни
Ма Рейни (настоящее имя Гертруда Приджетт; 26 апреля 1886, Колумбус, Джорджия — 22 декабря 1939) — американская певица, одна из первых профессиональных (записывавшихся на профессиональной студии) исполнительниц блюза. Её часто называют «матерью блюза».
Начала выступать в возрасте 12 или 14 лет; псевдоним «Ма Рейни» взяла после того, как в 1904 году вышла замуж за Уилла Рейни, вместе с которым создала дуэт Rainey and Rainey, Assassinators of the Blue. В период с 1923 по 1928 год, сотрудничая с компанией Paramount, записала более 100 песен. Обладала очень мощными вокальными данными и стилем пения, близким к народным традициям афроамериканцев. Продолжала гастролировать до 1935 года, после чего уехала жить в родной город Колумбус, штат Джорджия, где умерла спустя четыре года от сердечного приступа.
В 1983 году Рейни была введена в Зал славы блюза, а в 1990 году — в Зал славы рок-н-ролла.

## Личная жизнь
Ма Рейни и Па Рейни усыновили сына по имени Дэнни, который позже присоединился к музыкальной деятельности родителей. У Рейни были отношения с Бесси Смит. Они стали настолько близки, что распространились слухи, что их отношения были романтическими.
Рейни развелись в 1916 году.

## В поп-культуре
Пьеса Ma Rainey's Black Bottom написанная в 1982 году Августом Уилсоном, является вымышленным рассказом о записи одноимённой песни в декабре 1927 года. Тереза Мерритт и Вупи Голдберг сыграли роль Рейни в оригинальной и возрождённой бродвейской постановках соответственно.
Виола Дэвис сыграла Ма Рейни в экранизации пьесы «Ма Рейни: Мать блюза», вышедшей на  Netflix в 2020 году. За эту роль Дэвис получила номинацию на премию «Оскар» за лучшую женскую роль.